# Phil Devaney
Philip Charles Devaney (sinh ngày 12 tháng 2 năm 1969) là một cựu cầu thủ bóng đá người Anh thi đấu ở vị trí tiền đạo.